# Interleukina 8

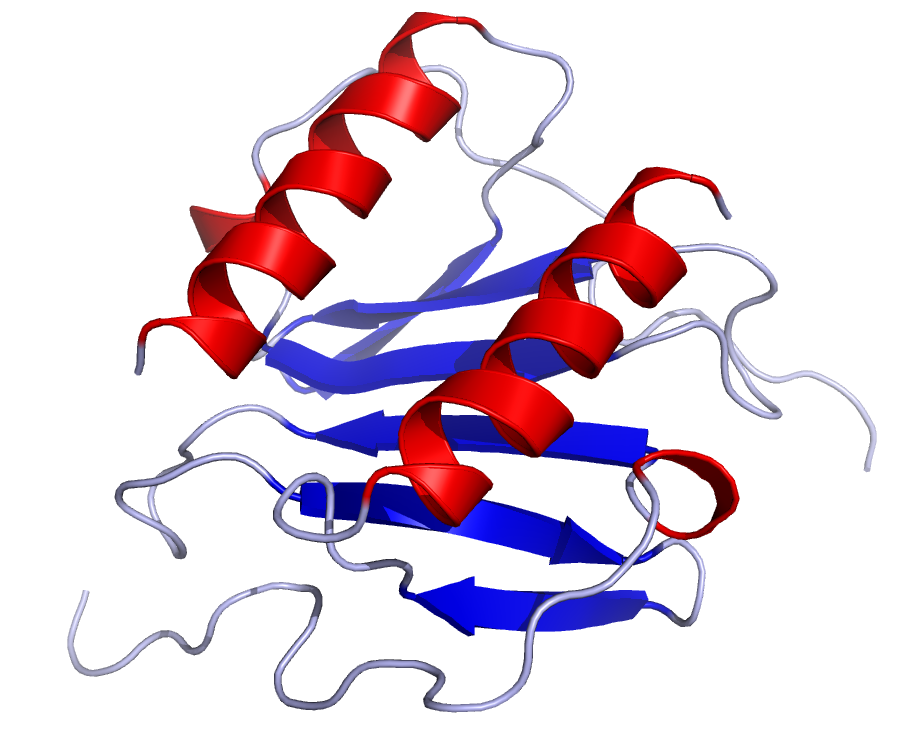
Ludzka IL-8

Interleukina 8 (IL-8), a właściwie CXCL8 – białko należące do chemokin. Najsilniejszy czynnik chemotaktyczny u człowieka.
Jest produkowana przez monocyty/makrofagi, limfocyty T, neutrofile, fibroblasty, komórki śródbłonka i komórki nabłonkowe.
IL-8 oddziałuje poprzez receptory chemokin CXCR1 i CXCR2 na:
- neutrofile
- limfocyty T
- monocyty/makrofagi
- komórki śródbłonka
- i bazofile.

Działanie interleukiny 8  polega na stymulowaniu migracji neutrofilów, monocytów i limfocytów T; powoduje adhezję neutrofilów do śródbłonka i uwalnianie histaminy z bazofilów. Poza tym stymuluje również angiogenezę.